# سامانثا جورج
سامانثا جورج (من مواليد 7 أغسطس 1976) هي عداءة كندية. شاركت في سباق 4 × 400 متر للسيدات في دورة الألعاب الأولمبية الصيفية لعام 2000 . 

## روابط خارجية
- سامانثا جورج على موقع الاتحاد الدولي لألعاب القوى (الإنجليزية)
- سامانثا جورج على موقع أوليمبيديا (الإنجليزية)